# Centro de Estudiantes de Ingeniería (Universidad de Buenos Aires)
El Centro de Estudiantes de Ingeniería "La línea recta" (CEI) es la herramienta gremial de los estudiantes de la Facultad de Ingeniería de la Universidad de Buenos Aires, Argentina, la cual forma parte de la Federación Universitaria de Buenos Aires (FUBA). Fundado en 1894, es el centro de estudiantes más antiguo de América Latina.

## Historia
Antes de producirse el golpe de Estado de marzo de 1976 estaba dirigido por la Juventud Radical Revolucionaria (UCR). A partir del golpe el gobierno de facto prohíbe la actividad política en todas las facultades, con miles de detenidos-desaparecidos. A fines de 1982  se organizaron las primeras marchas y asambleas en el movimiento universitario nacional, se conformó un frente único antidictatorial con la mayoría de las agrupaciones. 
El 29 de octubre de ese mismo año vuelve a funcionar el CEI ganando la conducción Franja Morada (UCR). En 1985 La Franja ingeniería se divide entre La Franja-CNP (Corriente Nacional y Popular) y Franja Morada-CN (Convergencia Nacional), van separadas en ingeniería y pierden el CEI ante una agrupación independiente llamada Quantum. En el 86 se vuelven a unir los sectores franjistas y recuperan el centro. Pero lo pierden en el año siguiente, 87, frente a la UPAU (UCeDe). La UPAU dirige el centro hasta 1989. En 1990 el centro lo gana la Franja.

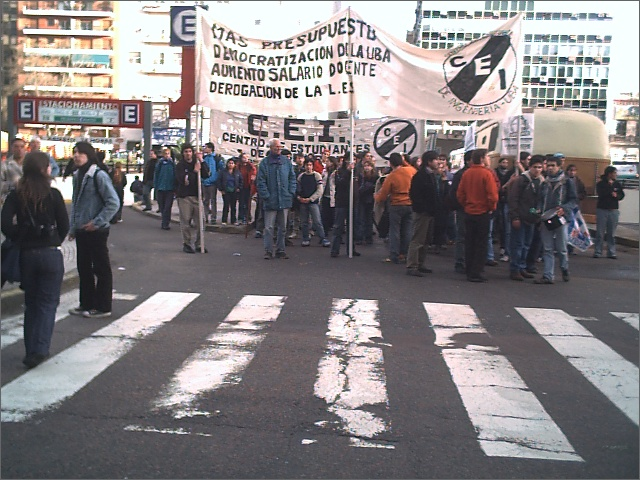
Banderas con consignas del Centro de Estudiantes de Ingeniería de la UBA durante la marcha federal del 2 de septiembre de 2005.

En 1995, el Gobierno de Menem presenta su proyecto de "Ley de Educación Superior" siguiendo los lineamientos privatistas del Banco Mundial, la lucha del estudiantado desborda a La Franja y gana el "Frente por la Universidad Pública" integrado por La corriente (CEPA, vinculada con el PCR) y Frente Grande. Era la primera vez desde los ‘70 que una fuerza vinculada a la izquierda revolucionaria pasaba a dirigir Centros de la UBA. La fórmula que vuelve a ser ganadora en 1996. En 1997 La corriente se presenta sola y sigue siendo elegida como presidencia 10 años más hasta 2006, los dos últimos años en un frente con el EIA (Estudiantes de Ingeniería en Acción, PO). En octubre de 2007 ganó la presidencia el Movimiento Linealmente Independiente (MLI) luego de la quiebra de los servicios que contaba el Centro de Estudiantes en ese momento. Durante 3 años fue la agrupación que dirigió el CEI y llevó a cabo profundas restructuraciones. El 7 de septiembre de 2010 más de 300 estudiantes se movilizan al consejo directivo para decirle no a las estadías supervisadas impulsadas por la CONEAU. Ese mismo año se conforma el frente "7 de Septiembre" conformado por UxI(La corriente) + EIA + El Puño (Izquierda Socialista) y recupera la dirección.

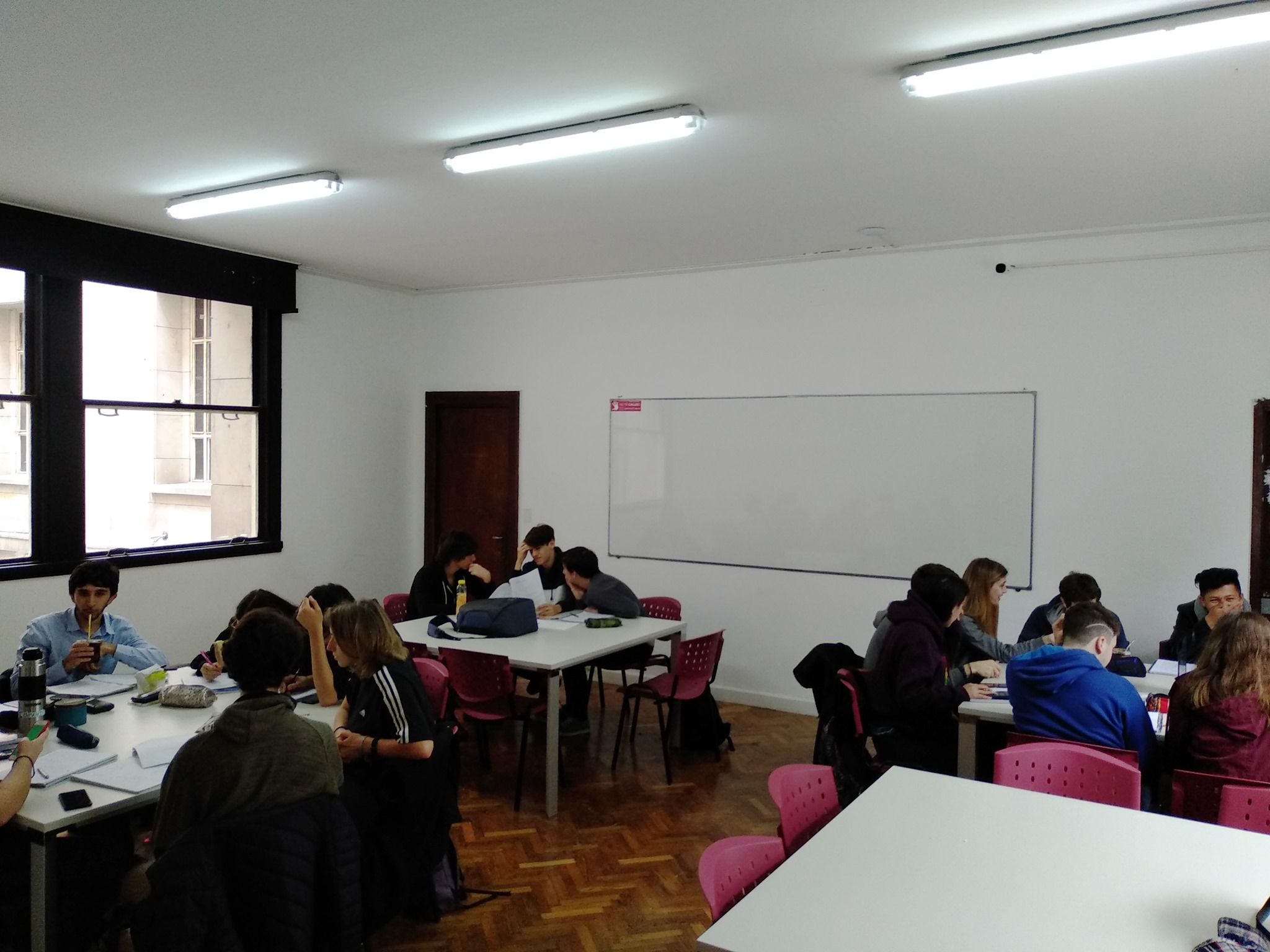
El Fondo sede central del CEI en la sede Paseo Colón 850.

En 2014 la Corriente Nacional Julio A. Mella "La Mella" (Patria Grande) en un frente con la Corriente Universitaria CAUCE ganaron por primera vez la Presidencia del CEI. Tras un año de gestión de La Mella + CAUCE, en 2015 el MLI vuelve a ganar la presidencia del Centro de Estudiantes, desde entonces han logrado permanecer en la Presidencia ampliando año a año el margen. Durante el año del 2016 el Centro de Estudiantes encabeza una política fuerte para recuperar los servicios del Comedor y la Fotocopiadora, espacios perdidos hacía más de 10 años. Después de más de un mes de lucha se logra recuperar los comedores de Paseo Colón y de Las Heras, gestionandose y dando el servicio de forma voluntaria por estudiantes durante 6 meses. En el año de 2017 luego de otra contundente victoria del MLI, se extiende la política de recuperación de espacios perdidos del Centro de Estudiantes y se firma un traspaso del servicio de la Fotocopiadora. 

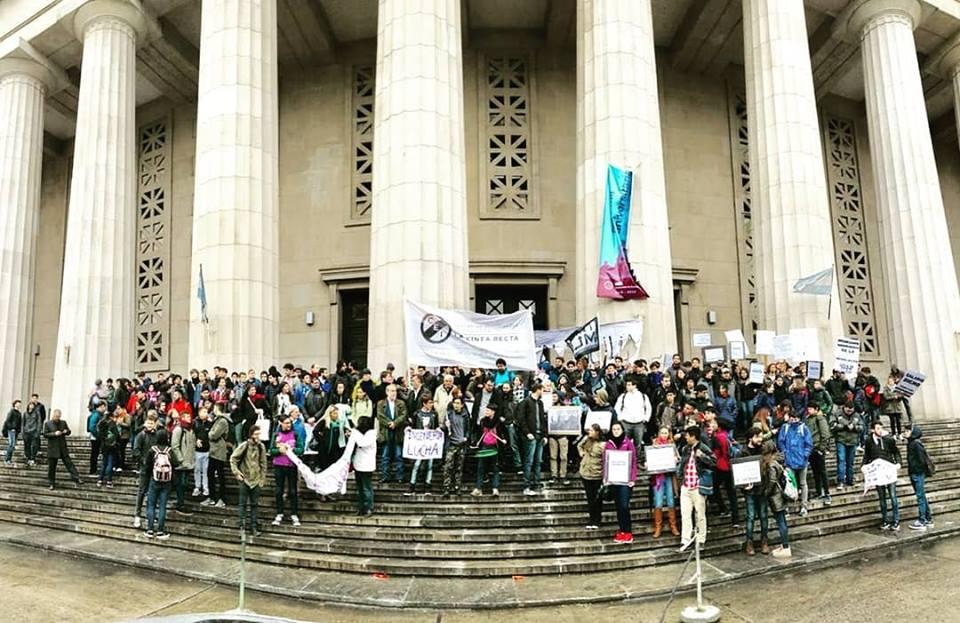
El CEI marchando bajo la consigna La educación del pueblo no se vende, se defiende el 30 de Agosto de 2018 conduciendo una columna de más de 60 personas hacía la Plaza del Congreso.

A principio del año 2020, el sistema de inscripciones de la Facultad entró en un colapso y las inscripciones estudiantiles se postergaron por primera vez en la historia de la institución, siendo el CEI protagonista en la resolución de la falla en las inscripciones al realizar conjunto un grupo de programadores un sistema de contención.
FIUBA adopta un cursada íntegramente virtual a raíz de la pandemia generada por el vírus Covid-19 y el Centro de Estudiantes tomó un fuerte protagonismo para que en la Facultad se puedan dictar clases y tomar exámenes de manera virtual, llevando políticas conjuntas con la Secretaría Académica y el Consejo Directivo de la Facultad, y asegurando la cursada de más de 7000 estudiantes durante los años 2020 y 2021. A principios de 2022 se realizan las elecciones de los mandatos prorrogados de los centros de estudiantes y consejeros estudiantiles en toda la UBA, donde el MLI obtiene por otro año más la presidencia del CEI.
En el año 2023 se decidió de forma conjunta con la FUBA modificar los estatutos de los Centros de Estudiantes de toda la UBA, extendiendo los mandatos de los Centros a 2 años y coincidiendo las elecciones con la de representantes estudiantiles en los Consejos Directivos.
En el año 2024, el MLI retiene la Presidencia pese a una reducción significativa de su cuadal de votos, a la vez que en la misma elección se refrenda por amplia mayoría el cambio del Estatuto del CEI aprobado por la Comisión Directiva en 2023.

## Servicios y herramientas

### Comedor Estudiantil
El CEI gestiona los comedores estudiantiles ubicados en el subsuelo de Paseo Colón y en la planta baja de Las Heras. Ambos cuentan con servicio de kiosco, cafetería y almuerzos. Además, en la sede Paseo Colón también gestiona un kiosco en la planta baja. 

### Fotocopiadora y Librería
Está el Gabinete de Computación en el 3.er piso del ala SG, donde se encuentran varias computadoras conectadas a internet a disposición de los estudiantes para la realización de sus trabajos prácticos. Las computadoras también están conectadas a una impresora. En el gabinete también hay servicio para cargar SUBE y crédito de celular. Frente el gabinete se encuentra un espacio con mesas y bancas pensado para la reunión de grupos de estudio.

### Gabinetes de Computación
En la sede de Paseo Colón, en el espacio conjunto al "Fondo" se encuentra un Gabinete de Computación con 6 computadoras a disposición de los estudiantes para la realización de sus trabajos prácticos. En la sede de Las Heras también se encuentra un espacio con otras 5 computadoras.

## Elecciones
Las elecciones del Centro de Estudiantes de Ingeniería (Universidad de Buenos Aires) se celebran a cada dos años en conjunto con la elección de Consejeros Estudiantiles de la Facultad. En esta elección se definen a las autoridades del Centro (presidente/a, vicepresidente/a y los/as secretarios/as) que desarrollarán sus tareas en el siguiente período bianual.
El Centro se conforma de 12 secretarías con nombre a definir al inicio de cada período de gobierno, repartiendose con base en los resultados electorales por el método de resto mayor con cociente Hare. Los secretarios/as representan una vocalía dentro de la Comisión Directiva del CEI, teniendo capacidad de voto en ese órgano.